# ظيسوت (المفلحي)
ظيسوت هي إحدى قرى عزلة المفلحي بمديرية المفلحي التابعة لمحافظة لحج، بلغ تعداد سكانها 180 نسمة حسب تعداد اليمن لعام 2004.